# Corriente de Integración Sindical
La Corriente de Integración Sindical (CIS) è stata una corrente sindacale colombiana attiva negli anni '80 del XX secolo, di orientamento politico di sinistra rivoluzionaria. La CIS faceva parte del cosiddetto "sindacalismo indipendente" colombiano, che si differenziava dalle centrali sindacali tradizionali legate ai partiti politici come la Unión de Trabajadores de Colombia (UTC) e la Confederación de Trabajadores de Colombia (CTC).

## Storia
La Corriente de Integración Sindical venne fondata nella seconda metà degli anni '70 da militanti provenienti da scissioni del Partido Comunista de Colombia (Marxista-Leninista) (PC-ML). Politicamente era vicina al Partido Revolucionario de los Trabajadores (PRT), un'organizzazione guerrigliera di ispirazione marxista-leninista.
La CIS partecipò attivamente al movimento ¡A Luchar!, un fronte unitario di lotta rivoluzionaria creato nel 1985 da varie correnti sindacali e politiche della sinistra radicale colombiana. All'interno di ¡A Luchar!, la CIS si coordinava con altre correnti come i Colectivos de Trabajo Sindical (CTS) legati all'Ejército de Liberación Nacional (ELN) e il Movimiento Pan y Libertad, espressione del MIR-Patria Libre.
Inizialmente la CIS mantenne una posizione critica nei confronti della proposta politica di ¡A Luchar! di costituire un ampio fronte rivoluzionario, preferendo limitarne il ruolo a una coordinazione sindacale. Successivamente però modificò la sua posizione, sostenendo la necessità di sviluppare ¡A Luchar! come organizzazione politica autonoma e movimento di massa.
La CIS si dissolse alla fine degli anni '80 confluendo nella Corriente de Renovación Socialista, nata nel 1991 da una scissione della Unión Camilista-Ejército de Liberación Nacional.

## Ideologia e obiettivi
La CIS si ispirava al marxismo-leninismo e in particolare alle correnti maoiste e filo-albanesi, come il PC-ML da cui provenivano molti suoi militanti. L'obiettivo strategico era contribuire alla lotta rivoluzionaria per instaurare un governo popolare e il socialismo in Colombia, in opposizione al riformismo delle organizzazioni sindacali tradizionali.
A differenza di altre correnti sindacali rivoluzionarie come i CTS, più strettamente legati all'ELN, la CIS manteneva una maggiore autonomia dalle organizzazioni guerrigliere, pur condividendone gli obiettivi di fondo. Ciò si rifletteva nel rifiuto iniziale di trasformare ¡A Luchar! in un'organizzazione politico-militare, posizione che venne però rivista in un secondo momento.

## Aree di radicamento e dirigenti
La CIS era attiva soprattutto nei dipartimenti della costa caraibica della Colombia, in particolare nei porti di Barranquilla, Cartagena e Santa Marta. Era presente anche nel dipartimento di Santander e in misura minore in alcune zone della regione andina.
Tra i principali dirigenti della CIS si ricordano Luis Enrique Játiva e Eberth Díaz Mercado, entrambi provenienti dal nord-est del paese.

## Rapporti con altre organizzazioni
Oltre alla partecipazione a ¡A Luchar!, la CIS era molto attiva nella costruzione di coordinamenti sindacali unitari, sia a livello nazionale che locale. Fece parte del Comité de Unidad del Sindicalismo Independiente (CUSI) insieme ai Colectivos de Trabajo Sindical e ad altre correnti del sindacalismo indipendente.
Nel 1986, la CIS partecipò alla creazione della Central Unitaria de Trabajadores de Colombia (CUT), la principale centrale sindacale colombiana, nata dall'unificazione tra CUSI e la Confederación Sindical de Trabajadores de Colombia di orientamento comunista.